# Freyburg (Unstrut) (stacja kolejowa)
Freyburg (Unstrut) (niem. Bahnhof Freyburg (Unstrut)) – przystanek osobowy w Freyburg (Unstrut), w kraju związkowym Saksonia-Anhalt, w Niemczech. Znajduje się na linii Naumburg – Reinsdorf. Budynek dworca jest obiektem zabytkowym. Według DB Station&Service ma kategorię 7.

## Linie kolejowe
- Linia Naumburg – Reinsdorf